# 斐扬俱乐部
斐揚俱樂部（法語：Club des Feuillants，發音：[klœb de fœjɑ̃] ⓘ），正式名称为宪法之友社（Société des Amis de la Constitution），是法國大革命前期出現的一個保守派政治俱樂部，其成員坐在1791年的國民立法議會的右邊。戰神廣場屠殺發生後，1791年7月17日 雅各賓俱樂部分裂為溫和派（斐揚派）和激進派（雅各賓派） 。君主主義者和保守派，出走在巴黎杜樂麗宮附近的前斐揚修道院集會，以此為名組成斐揚俱樂部，主張保留均國王計畫在國民立法議會推動君主立憲制。左翼份子成為雅各賓俱樂部主要領導者，努力推動直接民權民主張採取行動推翻路易十六。
1791年7月16日，當雅各賓俱樂部激進派分派小冊子號召民眾示威反對路易十六，斐揚俱樂部代表公開抗議、反對、出走，雅各賓俱樂部正式分裂。最初，斐揚俱樂部成員中有264名前雅各賓派代表，包括大多數聯繫委員會的成員。
這群人就改在巴黎聖奧諾雷路的斐揚修道院集會，後來就被稱呼為斐揚俱樂部。
這組織主要由安托萬·巴納夫、亚历山大·德·拉梅特和阿德里安·迪波尔領導。

## 歷史
由於法蘭西1791年憲法即將定案，許多昔日的激進的代表，如伊萨克·勒内·居伊·勒沙普利耶和安托萬·巴納夫希望雅各賓派能如同在法國大革命早期的引導主流社會輿論的核心角色，得到一個結果而結束。人民的能動性已經被激發，始終保持如同1789年6月13日革命初期國民議會的熱情活力，國民議會的目標已經實現，現在已經是資產階級代議代表該讓位給實施直接民主的時刻。這個信念在發生戰神廣場屠殺（1791年7月17日）後更被大眾確信。
幾天之內，雅各賓俱樂部大量穩健的代表出走建立一個新的組織，斐揚俱樂部。這個新的社會團體和雅各賓派在整個夏天進行競爭，爭取各省級分支機構和巴黎的人群的支持效忠，最終斐揚俱樂部還是輸了。按照斐揚俱樂部的時代思潮，他們大眾化社會除了舉辦私人的朋友聚會進行政治討論會議外，可能就沒有其他的作用; 他們的會議跨不出他們的高門檻的會眾群體，並演變成共同一致的政治行動。
伊萨克·勒内·居伊·勒沙普利耶，在他作為法蘭西1791年憲法委員會主席，提交給國民議會的最終版本的法條限制大眾化社會採取協調一致的政治行動權利，其中包括通信的權利。1791年9月30日，國民議會通過這部憲法。穩健的斐揚派擁抱過時的美德遵受這部法律;激進的雅各賓派，拒絕接受，由此躍起成為法國大革命最有活力的政治力量。
1791年7月17日戰神廣場屠殺後，在民眾對極端社會運動厭惡的浪潮中，安托萬·巴納夫，通過他負責發佈國民制憲議會 修訂委員會例行的立法，使他能夠迎合路易十六結為盟友，確保王室以後擁有任命大使，部隊指揮官，和部長的權力。國王回報這個善意，聘任他作為首席顧問。在 1791年10月1日，國民立法議會開議時，安托萬·巴納夫草擬路易十六致詞稿，以後的六個月直到1792年3月，法蘭西是由斐揚俱樂部治理的。
在1792年3月，反擊斐揚派反對與奧地利開戰，吉倫特派將他們的對手，斐揚俱樂部的部長們，貼上保皇黨標記而被逼迫下臺。在1792年8月10日，國民自衛軍攻佔了杜樂麗宮皇宮，廢除了君主制，然後，進行了針對性逮捕。公佈了841成員名單，他們被逮捕、以叛國罪進行審判。1793年11月29日安托萬·巴納夫被送上斷頭台。
斐揚派被當作為溫和派，保皇派和貴族派等侮辱性的標籤只存活幾個月。

## 思想和觀點
斐揚派發展出的保護權力概念。它的目標是通過獲取有節制右派的支持以壓制保皇黨，隔離來自廣大愛國民主主義的代表，抵擋雅各賓派的影響，同時並終止社團活動以避免威脅國民議會的獨立性。
斐揚派反對徵集消極公民加入國民自衛軍。他們認為強大的軍隊只有支持組建結構是唯一途徑。（1791年4月27日）“主張減少” 國民警衛隊消極公民;（5月11-15日，1791年）在請願權和守備隊法案辯論時保持沉默，反對黑人的政治解放；三人執政團在幾個月的期間耗盡了他們的聲望。斐揚派知道，如果通過了黑人的政治解放將失去法蘭西的主要收入來源。在聖多明哥糖的生產地將被接管而且也會失去殖民地。

## 選舉結果
| 國民立法議會 |              |              |              |     |               |
| 選舉年分     | # 總得票數   | % 總得票數比 | # 獲得總席位 | +/– | 領導者        |
| 1791         | unknown (#2) | unknown      | 264 / 745    | –   | 安托萬·巴納夫 |